# Aeroportul Mekane Selam
Aeroportul Mekane Selam (IATA: MKS, ICAO: HAMA) este un aeroport din Mekane Selam⁠(d), Debub Wollo Zone⁠(d), Statul Amhara, Etiopia.
aeroportul dispune de o singură pistă.